# رومان اسمیشکو
رومان اسمیشکو (اوکراینی: Роман Володимирович Смішко؛ زادهٔ ۱۸ مارس ۱۹۸۳) بازیکن فوتبال اهل اوکراین بود.
از باشگاه‌هایی که در آن بازی کرده‌است می‌توان به باشگاه فوتبال سموراگون، باشگاه فوتبال لوادیا تالین، باشگاه فوتبال کریفباس کریفیی ریه، و باشگاه فوتبال ناروا ترانس اشاره کرد.